# Liste des présidents des États-Unis multilingues

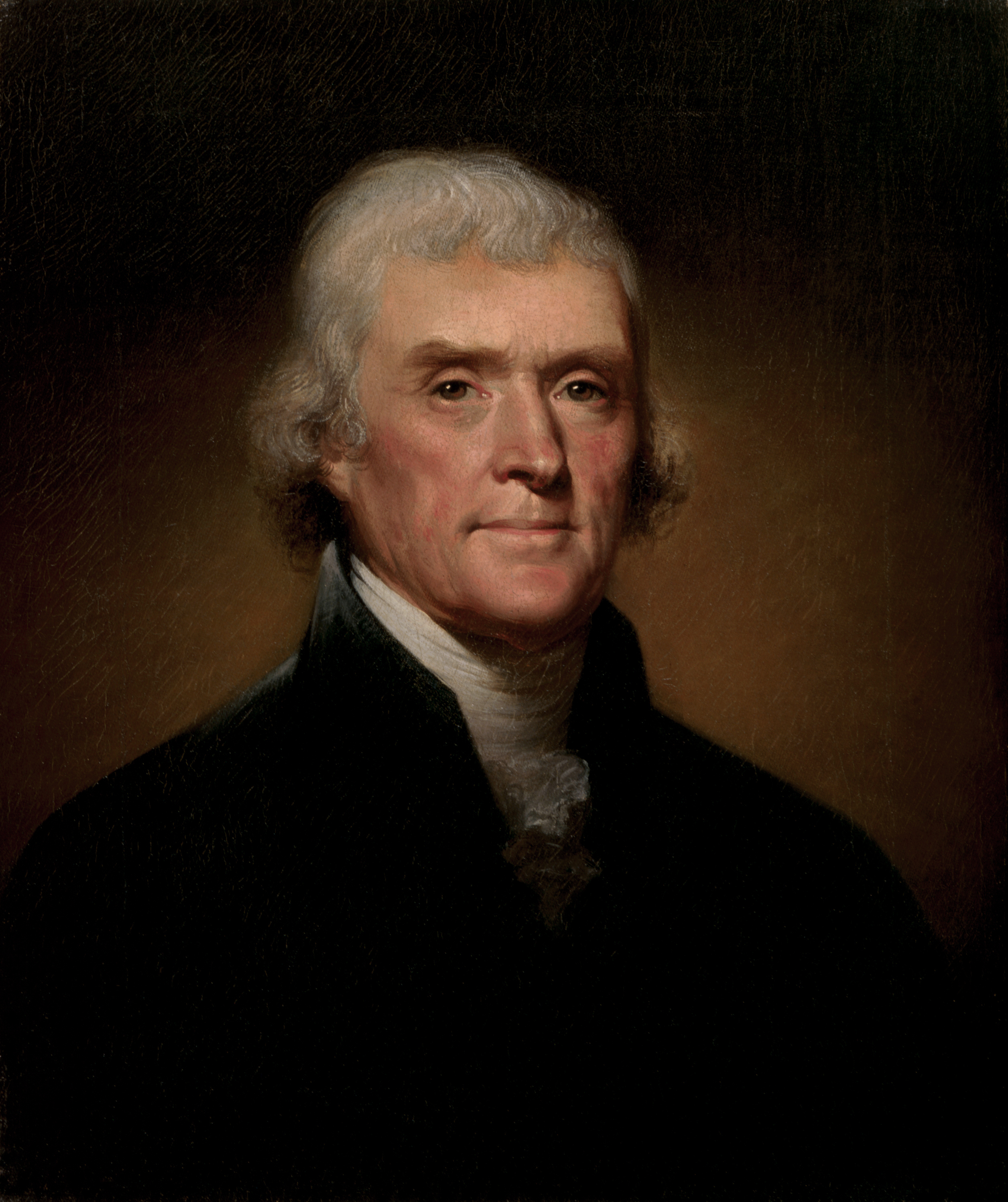
Portrait présidentiel officiel de Thomas Jefferson

Cet article contient une liste des Présidents des États-Unis multilingues.

## 18esiècle
John Adams - Le deuxième président des États-Unis pouvait s'exprimer en français et savait lire le latin,.

## 19esiècle
- Thomas Jefferson - Il savait parler le français, et lire l'irlandais, l'arabe, et le néerlandais[3].
- James Madison - James Madison pouvait lire le latin, le grec, et l'hébreu.
- James Monroe - James Monroe pouvait parler le français après un travail diplomatique à Paris[4].
- John Quincy Adams - français, néerlandais, allemand, latin
- Martin Van Buren - Le seul président sans l'anglais comme langue maternelle. Martin Van Buren était un locuteur natif du néerlandais[5].
- William Henry Harrison - latin
- John Tyler - latin, grec
- James K. Polk - latin, grec
- James Buchanan - latin, grec
- Rutherford B. Hayes - latin, grec
- James A. Garfield - latin, grec
- Chester A. Arthur - latin, grec

## 20esiècle
- Theodore Roosevelt - français, allemand
- Woodrow Wilson - allemand
- Herbert Hoover - latin[6], chinois mandarin
- Franklin Roosevelt - français, allemand
- Jimmy Carter - espagnol[7]
- Bill Clinton - allemand

## 21esiècle
- George W. Bush - espagnol[8]
- Barack Obama - indonésien[9]

## Sommaire
| Nom du président       | Français | Espagnol | Hébreu | Latin | Grec | Allemand | Néerlandais | Chinois mandarin | Indonésien | Irlandais | Arabe |
| ---------------------- | -------- | -------- | ------ | ----- | ---- | -------- | ----------- | ---------------- | ---------- | --------- | ----- |
| John Adams             | Oui      | Non      | Non    | Oui   | Non  | Non      | Non         | Non              | Non        | Non       | Non   |
| Thomas Jefferson       | Oui      | Non      | Non    | Non   | Non  | Non      | Oui         | Non              | Non        | Oui       | Oui   |
| James Madison          | Non      | Non      | Oui    | Oui   | Oui  | Non      | Non         | Non              | Non        | Non       | Non   |
| James Monroe           | Oui      | Non      | Non    | Non   | Non  | Non      | Non         | Non              | Non        | Non       | Non   |
| John Quincy Adams      | Oui      | Non      | Non    | Oui   | Non  | Oui      | Oui         | Non              | Non        | Non       | Non   |
| Martin Van Buren       | Non      | Non      | Non    | Non   | Non  | Non      | Oui         | Non              | Non        | Non       | Non   |
| William Henry Harrison | Non      | Non      | Non    | Oui   | Non  | Non      | Non         | Non              | Non        | Non       | Non   |
| John Tyler             | Non      | Non      | Non    | Oui   | Oui  | Non      | Non         | Non              | Non        | Non       | Non   |
| James K. Polk          | Non      | Non      | Non    | Oui   | Oui  | Non      | Non         | Non              | Non        | Non       | Non   |
| James Buchanan         | Non      | Non      | Non    | Oui   | Oui  | Non      | Non         | Non              | Non        | Non       | Non   |
| Rutherford B. Hayes    | Non      | Non      | Non    | Oui   | Oui  | Non      | Non         | Non              | Non        | Non       | Non   |
| James A. Garfield      | Non      | Non      | Non    | Oui   | Oui  | Non      | Non         | Non              | Non        | Non       | Non   |
| Chester A. Arthur      | Non      | Non      | Non    | Oui   | Oui  | Non      | Non         | Non              | Non        | Non       | Non   |
| Theodore Roosevelt     | Oui      | Non      | Non    | Non   | Non  | Oui      | Non         | Non              | Non        | Non       | Non   |
| Woodrow Wilson         | Non      | Non      | Non    | Non   | Non  | Oui      | Non         | Non              | Non        | Non       | Non   |
| Herbert Hoover         | Non      | Non      | Non    | Oui   | Non  | Non      | Non         | Oui              | Non        | Non       | Non   |
| Franklin Roosevelt     | Oui      | Non      | Non    | Non   | Non  | Oui      | Non         | Non              | Non        | Non       | Non   |
| Jimmy Carter           | Non      | Oui      | Non    | Non   | Non  | Non      | Non         | Non              | Non        | Non       | Non   |
| Bill Clinton           | Non      | Non      | Non    | Non   | Non  | Oui      | Non         | Non              | Non        | Non       | Non   |
| George W. Bush         | Non      | Oui      | Non    | Non   | Non  | Non      | Non         | Non              | Non        | Non       | Non   |
| Barack Obama           | Non      | Non      | Non    | Non   | Non  | Non      | Non         | Non              | Oui        | Non       | Non   |